# Alps Hockey League
Alps Hockey League (zkráceně AHL nebo AlpsHL) je profesionální středoevropská liga ledního hokeje, které se účastní týmy z Rakouska, Slovinska a Itálie. Liga vznikla v roce 2016 po sloučení rakouské druhé nejvyšší soutěže Inter-National-League s italskou Serie A. V rakouském ligovém žebříčku se jedná o druhou nejvyšší soutěž po ICE Hockey League. Ze soutěže se nepostupuje a ani nesestupuje, soutěž tak existuje pouze na profesionálních licencích. Italské a slovinské týmy i nadále hrají své národní nejvyšší soutěže o mistra své země. Co se týče hráčů, každý tým může podepsat maximálně čtyři hráče narozené v zahraničí.

## Historie
Alpská hokejová liga byla založena na jaře 2016 a je společným podnikem Rakouského svazu ledního hokeje , Federazione Italiana Sport del Ghiaccio a Slovinské hokejové federace.

## Přehled účastníků ligy
- EC Bregenzerwald (od 2016)
- VEU Feldkirch (od 2016)
- EHC Lustenau (od 2016)
- EC KAC II (od 2016)
- EC Kitzbühel (od 2016)
- Red Bull Hockey Juniors (od 2016)
- EK Zell am See (od 2016 - 2020 a od 2021)
- Vienna Capitals 2 (2019/20 a 2021/22)
- Steel Wings Linz (od 2019)
- Asiago Hockey 1935 (2016 - 2022)
- SG Cortina (od 2016)
- HC Fassa (od 2016)
- HC Gherdëina (od 2016)
- Ritten Sport (od 2016)
- WSV Sterzing Broncos (od 2016)
- HC Neumarkt (2016 - 2018)
- HC Pustertal (2016 - 2021)
- Hockey Milano Rossoblu (2018 - 2019)
- HC Merano (od 2021)
- HDD Jesenice (od 2016)
- HK Olimpija (od 2017 - 2021)
- HK Celje (od 2023)
- KHL Sisak

## Přehled celkových vítězů v Alps Hockey League
Zdroj: 
| Klub               | Tituly | Vítězné ročníky  |
| ------------------ | ------ | ---------------- |
| HK Olimpija        | 2      | 2018/19, 2020/21 |
| Asiago Hockey 1935 | 2      | 2017/18, 2021/22 |
| Ritten Sport       | 2      | 2016/17, 2023/24 |
| HDD Jesenice       | 1      | 2022/23          |